# Упокой (река)
Упокой — река в Смоленском и Краснинском районах Смоленской области России. Левый приток Вихры.
Длина — 31 км, площадь водосборного бассейна — 150 км². Исток у деревни Лаптево Смоленского района на юго-западе Смоленской возвышенности недалеко от реки Сож. Направление течения: запад, северо-запад. Устье напротив деревни Чальцево на границе Смоленского и Краснинского районов.
В Упокой впадает ручей Погановка и другие безымянные.